# Reftele
Reftele – miejscowość (tätort) w Szwecji, w regionie administracyjnym (län) Jönköping, w gminie Gislaved.
Według danych Szwedzkiego Urzędu Statystycznego liczba ludności wyniosła: 1289 (31 grudnia 2015), 1340 (31 grudnia 2018) i 1345 (31 grudnia 2019).